# Eberhard Heinrich Daniel Stosch
Eberhard Heinrich Daniel Stosch (* 16. März 1716 in Liebenberg, heute Löwenberger Land; † 27. März 1781 in Frankfurt (Oder)) war ein deutscher reformierter Theologe.

## Leben
Stosch war der Sohn des Pfarrers Ferdinand Stosch, der später in Potsdam Hofprediger wurde. Sein Onkel war Baron Philipp von Stosch, sein Bruder Ferdinand Stosch war ebenfalls Theologe.

### Schulzeit und Studium
Zunächst war Stosch durch Hauslehrer unterrichtet worden; 1729 wurde er Zögling des Joachimsthalschen Gymnasiums in Berlin und trat im Jahr darauf in dessen theologisches Seminar ein. Dort erwarb er ein umfangreiches Wissen in den einzelnen Zweigen der Theologie und Philosophie. 1733 begann er, gefördert durch ein kurmärkisches Stipendium, ein Studium der philosophischen und theologischen Wissenschaften an der Universität Frankfurt an der Oder. Paul Ernst Jablonski und Tilemann Heinrich Siegel waren dort seine Hauptlehrer auf dem Gebiet der Theologie. Bei Nikolaus Westermann hörte er Rhetorik, bei Johann Friedrich Polack Philosophie, bei Johann Lorenz Fleischer Naturrecht und bei Johann David Grillo Sprach- und Altertumskunde.

### Berufstätigkeit
1736 arbeitete Stosch in Berlin als Hauslehrer. 1737 wurde er Königlicher Kandidat des Predigtamtes, im Jahr darauf wurde er in Jerichow Pfarrgehilfe des dortigen hochbejahrten Predigers. Günstig auf seine Weltsicht wirkte eine Reise, welche ihn 1741 durch einen Teil von Deutschland, die Schweiz und Holland führte. Er berührte auf dieser Reise Wittenberg, Halle, Leipzig, Jena, Weimar, Gotha, Kassel, Marburg, Frankfurt am Main, Heidelberg und Tübingen, auf der Rückreise unter anderem Hamburg und Bremen. Nach einem kurzen Aufenthalt in der Schweiz, wo er Schaffhausen, Zürich und Basel besuchte, ging er über Straßburg, Duisburg und andere Orte nach Holland. Dort verweilte er ein ganzes Jahr in Leiden, Utrecht, Franecker und Gröningen und lernte die dortigen Professoren aus ihren Vorlesungen und zugleich persönlich kennen. Mit mehreren Gelehrten, deren Bekanntschaft er in Holland angeknüpft hatte, blieb er auch noch späterhin in Briefwechsel. Als Stosch 1743 nach Berlin zurückgekehrt war, vertauschte er im nächsten Jahr seine in mehrfacher Hinsicht nicht vorteilhafte Stelle in Jerichow mit dem Amt eines Pfarrers der reformierten Gemeinde in Soldin in der Neumark.
Diese Periode gehörte zu einer der glücklichsten seines Lebens, besonders durch das freundschaftliche Verhältnis mit seinem lutherischen Amtskollegen. Er lehnte daher 1747 einen Ruf zum Prediger der reformierten Gemeinde in Celle ab. Als ihm eine Professur der Theologie auf der Universität Duisburg angetragen wurde, folgte er 1748 diesem Ruf und wurde noch im gleichen Jahr Doktor der Theologie. 1749 ging er als Professor der Theologie an die Universität Frankfurt an der Oder. Man übertrug ihm auch das Ephorat der Ungarischen Stipendiaten und er wurde Aufseher der reformierten Schule. Sein Wirkungskreis erweiterte sich, als er neben seiner Professur 1755 Inspektor und erster Prediger bei der reformierten Gemeinde in Frankfurt an der Oder wurde. Zwei Jahre später vermählte er sich mit Marianne Esther Causse († 19. September 1809 in Frankfurt an der Oder), der Tochter eines französischen Predigers und der Schwester eines seiner Amtskollegen. Stosch beteiligte sich auch an den organisatorischen Aufgaben der Frankfurter Hochschule und war 1757, 1767 sowie 1775 Rektor der Alma Mater.

## Wirken
Die wenigen Schriften, die er verfasste, sprachen unverkennbar für seinen gründlichen Forschungsgeist, besonders seine Untersuchungen über den Kanon des Neuen Testaments, die er in den Jahren 1750–1751 in drei lateinischen Dissertationen, und 1755, mit seinem Programm de cura Veteris Ecclesiae circa libros Novi Testamenti vermehrt, drucken ließ. In jenen Abhandlungen wies Stosch mit hinreichenden Gründen nach, dass der Ursprung des neutestamentlichen Kanons der Sorge und der Bemühungen einzelner Kirchen beizumessen sei, denen die Schriften der Apostel durch eine gewisse und unfehlbare Tradition zugekommen wären. Auf diese Weise trat er der Ansicht entgegen, nach welcher der neutestamentliche Kanon durch einen öffentlichen Beschluss der apostolischen Kirche oder eines Konziliums verfertigt worden sei.
Die vielfach verbreitete Meinung von einer bloß mündlichen Fortpflanzung der göttlichen Offenbarungen unter den Patriarchen suchte Stosch 1752 in seiner Abhandlung de revelatione ante Mosen scripto consignata durch Zeugnisse zu widerlegen, die er aus einzelnen Stellen des Pentateuchs und besonders aus der Weissagung Henochs entnahm. Mit viel Scharfsinn prüfte er auch 1753 in drei lateinischen Dissertationen die verschiedenen Ansichten von dem Wert des Beweises für die Göttlichkeit des Christentums, den man von den Märtyrern herzuleiten pflegte. In kirchenhistorischer Hinsicht waren einige 1755 geschriebene Abhandlungen, in welchen er die Ursachen der Christenverfolgung durch die Römer genauer untersuchte.

## Werke
- Progr. de cura veteris ecclesiae circa libros Novi Testamenti. Frankfurt (Oder) 1749
- Disputatio periodica historico - theologica prima de canona Novi Testamenti. Frankfurt (Oder) 1750, Disputatio II. Frankfurt (Oder) 1751;  Disputatio III. et ultima. Frankfurt (Oder) 1751 (zusammen gedruckt wurde diese Abhandlung unter dem Titel: Comraentatio historico-critica de librorutn Novi Testamenti canone. Praeraissa est Dissertatio de cura veteris ecclesiae circa libros Novi Testamenti. Frankfurt (Oder) 1756)
- Diss. theologica de Ecclesia divinam bibliorum inspirationem testante.  Frankfurt (Oder) 1751
- Diss. de septem Domini oculis perlustrantibus totam terram, ex Zachar. 4, 10. Frankfurt (Oder) 1751
- Diss. de revelatione divina ante Mosen scripto consignata. Frankfurt (Oder) 1752
- Diss. I-III., quibus argumentum pro divina religionis christianae origine a martyribus desumtum examinator. Frankfurt (Oder) 1753–1754
- Diss. I-III. de causis persecutionum a Romanis - contra Christianos excitatarum.  Frankfurt (Oder) 1755
- Diss. de supplicio crucis in persona sponsoris nostri secundum rationes sapientiae divinae couvenientissimo. Frankfurt (Oder) 1759
- Diss. I-III. Argumentum pro divina chriatianae religionis origine et propagatione ejus desumtum. Frankfurt (Oder) 1767–1769
- E. Jablonski Institutiones historioe chriatianae. Volumea tartium. Frankfurt (Oder) 1767
- Diss. de actibus gratiae naturam emendantibus. Frankfurt (Oder) 1768
- Introductio in Theologiam dogmaticam. Frankfurt (Oder) 1778
- Institutionis Theologiae dogmaticae. Frankfurt (Oder) 1779